# Sierczynek
Sierczynek (niem. Schierzighauland) – wieś w Polsce położona w województwie lubuskim, w powiecie międzyrzeckim, w gminie Trzciel.
W latach 1975–1998 miejscowość administracyjnie należała do województwa gorzowskiego.

## Zabytki
- Kościół filialny pw. M.B. Częstochowskiej[3] z XVIII wieku